# Attalia philbyi
Attalia philbyi es una especie de mantis de la familia Hymenopodidae.

## Distribución geográfica
Se encuentra en Arabia Saudita y Yemen.